# Bellman and True
Pour plus de détails, voir Fiche technique et Distribution.
Bellman and True est un film britannique réalisé par Richard Loncraine, sorti en 1987.

## Fiche technique
- Titre : Bellman and True
- Réalisation : Richard Loncraine
- Scénario : Richard Loncraine, Michael Wearing et Desmond Lowden d'après son roman.
- Photographie : Ken Westbury
- Musique : Colin Towns
- Pays d'origine : Royaume-Uni
- Format : Couleurs - Mono
- Date de sortie : 1987

## Distribution
- Bernard Hill : Hiller
- Derek Newark : Guv'nor
- Richard Hope : Salto
- Ken Bones : Gort
- Frances Tomelty : Anna
- Kieran O'Brien : Le Garçon
- John Kavanagh : Donkey
- Peter Howell : Le Portier